# Саутгемптон (футбольный клуб)
«Саутге́мптон» (полное название — Футбольный клуб «Саутгемптон», англ. Southampton Football Club; английское произношение: [saʊθˈhæmptən 'futbɔ:l klʌb]) — английский профессиональный футбольный клуб из одноимённого города в графстве Гэмпшир (Юго-Восточная Англия). Основан в 1885 году. Домашним стадионом клуба является «Сент-Мэрис», вмещающий более 32 тысяч зрителей.
Выступает в Чемпионшипе, втором по значимости дивизионе в системе футбольных лиг Англии.
Традиционное прозвище клуба — «святые» (англ. The Saints), так как «Саутгемптон» был основан членами Молодёжной ассоциации церкви Святой Девы Марии (англ. St Mary’s Church of England Young Men’s Association). Традиционные цвета клуба — красно-белые.
Капитаном команды является Джек Стивенс, а исполняющим обязанности главного тренера Саймон Раск.
Принципиальным соперником «Саутгемптона» является «Портсмут», матчи против которого известны в Англии под названием «Дерби Южного побережья».

## История
Клуб был основан в 1885 году членами Молодёжной ассоциации церкви Святой Девы Марии (англ. St Mary’s Church of England Young Men’s Association). Нынешнее название «Футбольный клуб „Саутгемптон“» клуб получил в 1897 году. Команда выступала на стадионе «Делл» (англ. The Dell) с 1898 по 2001 год. А перед началом сезона 2001/02 «Саутгемптон» переехал на новый современный стадион «Сент-Мэрис» вместимостью более 32 тысяч зрителей.
Выступая под названием «Саутгемптон Сент-Мэрис» (Southampton St.Mary’s), клуб присоединился к Южной Футбольной лиге в 1894 году и становился чемпионом лиги шесть раз: в 1897—1899, 1901, 1903 и 1904 годах.
«Саутгемптон» был приглашён в Футбольную лигу в 1920 году как член-основатель Третьего дивизиона. Первый титул пришёл в 1922 году — «Саутгемптон» стал чемпионом дивизиона. К этому времени «святые» успели поучаствовать в двух финалах Кубка Англии: в 1900 и 1902 годах, но трофей оба раза не покорился. Поднявшись в 1922 году во Второй дивизион, «святые» играли в нём до 1953 года, когда снова опустились в Третий дивизион.
Легенда «Саутгемптона» и английского футбола Альф Рэмзи был звездой послевоенного периода, и, во многом, благодаря ему, в 1960 году «Саутгемптон» вернулся во Второй дивизион. При помощи таких звёзд как Мартин Чиверс, Терри Пейн и Мик Чэннон, «святые» впервые в истории вышли в Первый дивизион в 1966 году.
Через семь лет, в 1974 году, команда вновь выбыла во Второй дивизион. Компанию им тогда составил «Манчестер Юнайтед». Однако два года спустя «Саутгемптон» добился крупнейшего успеха в своей истории — в 1976 году, являясь клубом Второго дивизиона, южане завоевали Кубок Англии, обыграв на знаменитом «Уэмбли» «Манчестер Юнайтед» со счётом 1:0. Знаменитый для всех болельщиков «святых» гол забил Бобби Стоукс.
Последующее десятилетие было наиболее успешным для команды. «Саутгемптон» вернулся в Первый дивизион в 1978 году. В 1979 году «святые» были вновь на «Уэмбли» — в финале Кубка Футбольной лиги они уступили «Ноттингем Форест». В 1984 году команда под руководством Лоури Макменеми, в состав которой входили звёзды мирового футбола Кевин Киган, Питер Шилтон и Алан Болл, заняла 2-е место в чемпионате, лишь в последних турах пропустив вперёд «Ливерпуль». Кроме того, в начале 1980-х «святые» регулярно играли в еврокубках.
«Саутгемптон» — один из основателей Премьер-лиги, образованной в 1992 году из клубов Первого дивизиона. Наивысший результат был достигнут под руководством шотландца Гордона Стракана. В сезоне 2002/03 «святые» заняли 8-е место и в равной и напряжённой борьбе уступили в финале Кубка Англии лондонскому «Арсеналу», завоевав при этом право выступить в Кубке УЕФА. Однако дальше дела пошли как нельзя хуже. Осенью «Саутгемптон» в первом же раунде проиграл румынскому «Стяуа», а зимой Стракан решил покинуть клуб. Команда играла всё хуже, началась тренерская чехарда. В сезоне 2004/05 «святые» покинули элитный дивизион, а следующий игровой год завершили в середине турнирной таблицы Чемпионата Футбольной лиги. Сезон 2006/07 «Саутгемптон» провёл чуть удачнее, но так и не вернулся в Премьер-лигу, проиграв по сумме двух матчей в полуфинале плей-офф «Дерби Каунти» в серии пенальти. Следующий год и вовсе поставил клуб на грань финансового и турнирного краха: лишь в последнем туре чемпионата, обыграв в драматичном поединке «Шеффилд Юнайтед», «Саутгемптон» смог избежать выбывания в Первую лигу.
Следующий сезон 2008/09 «святые» начали в экспериментальном молодёжном составе и весь чемпионат находились в зоне выбывания. К тому же, в конце марта клуб обанкротился, и в итоге, впервые с 1960 года, выбыл в третий по уровню дивизион английского чемпионата, причём следующий сезон «Саутгемптону» предстояло начать с показателем «-10 очков».
Спасение от ликвидации пришло в середине июля 2009 года. Клуб был куплен швейцарским миллиардером немецкого происхождения Маркусом Либхером, которым была провозглашена стратегия на постепенное возвращение «Саутгемптона» в элиту английского футбола. Однако с первого раза выбраться из Первой лиги не удалось. Несмотря на финансовое благополучие и покупку нескольких очень сильных футболистов, десятиочковый гандикап и неудачное межсезонье не позволили «Саутгемптону» попасть в зону плей-офф. Однако уже в следующем сезоне «святые» без особых проблем заняли второе место в лиге и вернулись в Чемпионшип. В этом дивизионе команда не стала задерживаться надолго и в том же самом сезоне 2011/12 завоевала путёвку в Премьер-лигу, таким образом, вернувшись в элиту после 7-летнего перерыва.
За последние 30 лет клуб смог воспитать таких звёзд английского футбола как Алан Ширер, вратарь Тим Флауэрс и Мэттью Ле Тиссье. Также известными воспитанниками клуба являются Уэйн Бридж, Тео Уолкотт, Гарет Бейл, Алекс Окслейд-Чемберлен, Люк Шоу и Калум Чеймберс .
25 октября 2019 года клуб установил антирекорд Премьер-лиги, уступив на своём поле клубу «Лестер Сити» с разгромным счётом 0:9. Это поражение также стало для «святых» самым крупным за всю историю во всех турнирах.
В 2021 году сербский бизнесмен Драган Солак купил контрольный пакет акций клуба (80 %) у китайского магната Гао Цзишена за 100 млн фунтов. Солак заявил, что собирается выстроить сеть футбольных клубов, как это делают владельцы «Манчестер Сити».

## Выступления в еврокубках
| Сезон   | Турнир                        | Раунд                         | Соперник            | Дома | В гостях | Общий счёт         |  |
| ------- | ----------------------------- | ----------------------------- | ------------------- | ---- | -------- | ------------------ |  |
| 1969/70 | Кубок ярмарок                 | Первый раунд                  | Русенборг           | 2:0  | 0:1      | 2:1                |  |
| 1969/70 | Кубок ярмарок                 | Второй раунд                  | Витория Гимарайнш   | 5:1  | 3:3      | 8:4                |  |
| 1969/70 | Кубок ярмарок                 | Третий раунд                  | Ньюкасл Юнайтед     | 1:1  | 0:0      | 1:1(а)             |  |
| 1971/72 | Кубок УЕФА                    | Первый раунд                  | Атлетик Бильбао     | 2:1  | 0:2      | 2:3                |  |
| 1976/77 | Кубок обладателей кубков УЕФА | Первый раунд                  | Олимпик Марсель     | 4:0  | 1:2      | 5:2                |  |
| 1976/77 | Кубок обладателей кубков УЕФА | Второй раунд                  | Каррик Рейнджерс    | 4:1  | 5:2      | 9:3                |  |
| 1976/77 | Кубок обладателей кубков УЕФА | 1/4 финала                    | Андерлехт           | 2:1  | 0:2      | 2:3                |  |
| 1981/82 | Кубок УЕФА                    | Первый раунд                  | Лимерик Юнайтед     | 1:1  | 3:0      | 4:1                |  |
| 1981/82 | Кубок УЕФА                    | Второй раунд                  | Спортинг Лиссабон   | 2:4  | 0:0      | 2:4                |  |
| 1982/83 | Кубок УЕФА                    | Первый раунд                  | Норрчёпинг          | 2:2  | 0:0      | 2:2(а)             |  |
| 1984/85 | Кубок УЕФА                    | Первый раунд                  | Гамбург             | 0:0  | 0:2      | 0:2                |  |
| 2003/04 | Кубок УЕФА                    | Первый раунд                  | Стяуа               | 1:1  | 0:1      | 1:2                |  |
| 2015/16 | Лига Европы УЕФА              | Третий квалификационный раунд | Витесс Арнхем       | 3:0  | 2:0      | 5:0                |  |
| 2015/16 | Лига Европы УЕФА              | Раунд плей-офф                | Мидтьюлланд         | 1:1  | 0:1      | 1:2                |  |
| 2016/17 | Лига Европы УЕФА              | Групповой этап                | Спарта              | 3:0  | 0:1      | 3-е место в группе |  |
| 2016/17 | Лига Европы УЕФА              | Групповой этап                | Хапоэль (Беэр-Шева) | 1:1  | 0:0      | 3-е место в группе |  |
| 2016/17 | Лига Европы УЕФА              | Групповой этап                | Интер               | 2:1  | 0:1      | 3-е место в группе |  |

## Основной состав
| 1  | Англия   | Вр  | Алекс Маккарти         | 1989 |  |  |  |  |  |
| 13 | Англия   | Вр  | Джо Ламли              | 1995 |  |  |  |  |  |
| 31 | Ирландия | Вр  | Гэвин Базуну           | 2002 |  |  |  |  |  |
|    |          |     |                        |      |  |  |  |  |  |
| 3  | Ирландия | Защ | Райан Мэннинг          | 1996 |  |  |  |  |  |
| 5  | Англия   | Защ | Джек Стивенс (капитан) | 1994 |  |  |  |  |  |
| 6  | Англия   | Защ | Тейлор Харвуд-Беллис   | 2002 |  |  |  |  |  |
| 12 | Англия   | Защ | Ронни Эдвардс          | 2003 |  |  |  |  |  |
| 14 | Англия   | Защ | Джеймс Бри             | 1997 |  |  |  |  |  |
| 15 | Англия   | Защ | Нейтан Вуд             | 2002 |  |  |  |  |  |
| 16 | Япония   | Защ | Юкинари Сугавара       | 2000 |  |  |  |  |  |
| 21 | Англия   | Защ | Чарли Тейлор           | 1993 |  |  |  |  |  |
| 28 | Испания  | Защ | Хуан Лариос            | 2004 |  |  |  |  |  |
| 34 | Бразилия | Защ | Велингтон              | 2001 |  |  |  |  |  |
| 35 | Польша   | Защ | Ян Беднарек            | 1996 |  |  |  |  |  |
| 37 | Германия | Защ | Армель Белла-Кочап     | 2001 |  |  |  |  |  |
|    |          |     |                        |      |  |  |  |  |  |

| 4  | Англия     | ПЗ  | Флинн Даунс       | 1999 |  |  |  |  |  |
| 7  | Нигерия    | ПЗ  | Джо Арибо         | 1996 |  |  |  |  |  |
| 8  | Ирландия   | ПЗ  | Уилл Смоллбон     | 2000 |  |  |  |  |  |
| 10 | Англия     | ПЗ  | Адам Лаллана      | 1988 |  |  |  |  |  |
| 18 | Португалия | ПЗ  | Матеуш Фернандеш  | 2004 |  |  |  |  |  |
| 26 | Франция    | ПЗ  | Лесли Угочукву    | 2004 |  |  |  |  |  |
|    |            |     |                   |      |  |  |  |  |  |
| 9  | Англия     | Нап | Адам Армстронг    | 1997 |  |  |  |  |  |
| 11 | Англия     | Нап | Росс Стюарт       | 1996 |  |  |  |  |  |
| 17 | Чили       | Нап | Бен Бреретон      | 1999 |  |  |  |  |  |
| 19 | Англия     | Нап | Кэмерон Арчер     | 2001 |  |  |  |  |  |
| 20 | Гана       | Нап | Камалдин Сулемана | 2002 |  |  |  |  |  |
| 24 | Шотландия  | Нап | Райан Фрейзер     | 1994 |  |  |  |  |  |
| 27 | Англия     | Нап | Сэмьюэл Амо-Амеяу | 2006 |  |  |  |  |  |
| 33 | Англия     | Нап | Тайлер Диблинг    | 2006 |  |  |  |  |  |

## Достижения
- Первый дивизион / Премьер-лига[4]
  - Второе место: 1983/84
- Второй дивизион / Чемпионшип[4]
  - Второе место (3): 1965/66, 1977/78, 2011/12
- Третий дивизион / Первая лига
  - Чемпион: 1959/60
  - Второе место: 2010/11
- Третий южный дивизион
  - Чемпион: 1921/22
- Южная футбольная лига
  - Чемпион (6): 1896/97, 1897/98, 1898/99, 1900/01, 1902/03, 1903/04
- Кубок Англии
  - Обладатель: 1976
  - Финалист (3): 1900, 1902, 2003
- Кубок Английской футбольной лиги
  - Финалист: 1979, 2017
- Трофей Английской футбольной лиги
  - Обладатель: 2010
- Кубок полноправных членов
  - Финалист: 1992

## Форма
Домашняя форма
| 2010/11 | 2011/12 | 2012/13 | 2013/14 | 2014/15 | 2015/16 | 2016/17 | 2017/18 | 2018/19 | 2019/20 | 2020/21 |
| 2021/22 | 2022/23 |         |         |         |         |         |         |         |         |         |

Выездная форма
| 2011/12 | 2012/13 | 2013/14 | 2014/15 | 2015/16 | 2016/17 | 2017/18 | 2018/19 | 2019/20 | 2020/21 | 2021/22 |
| 2022/23 |         |         |         |         |         |         |         |         |         |         |

Резервная форма
| 2014/15 | 2016/17 | 2017/18 | 2018/19 | 2019/20 | 2020/21 | 2021/22 | 2022/23 |

Источник: Southampton FC. www.colours-of-football.com. Дата обращения: 3 мая 2023. Архивировано 3 мая 2023 года.